# Ferdinand Laub

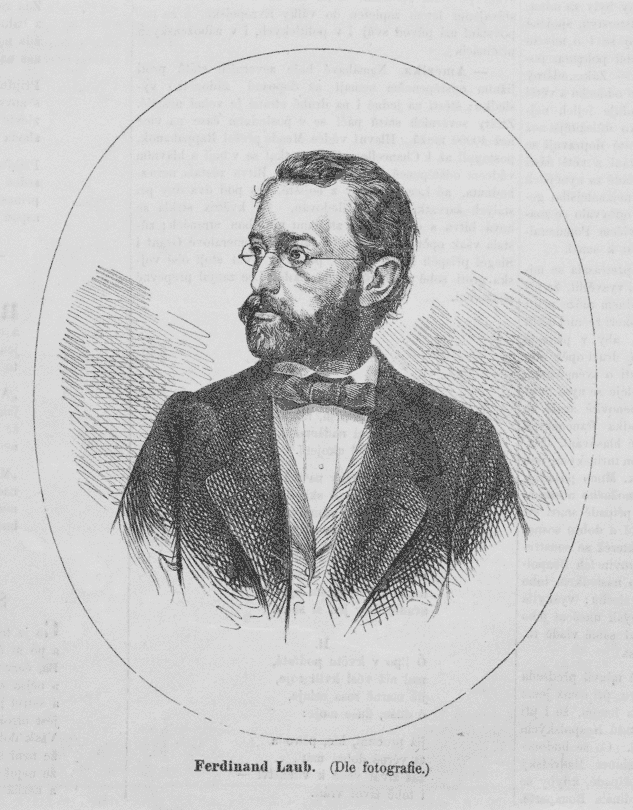
Ferdinand Laub, 1864

Ferdinand Laub (* 19. Januar 1832 in Prag; † 17. März 1875 in Gries-Quirein bei Bozen) war ein tschechischer Geiger und Komponist. Er galt als einer der besten Violinvirtuosen seiner Zeit.

## Leben

### Jugend und erste Erfolge
Sein Vater, der Geiger und Musiklehrer Erasmus Laub unterrichtete den Jungen schon in jungen Jahren. Am 26. November 1838 trat der sechsjährige Ferdinand das erste Mal im Gasthaus U Doušů am Prager Wenzelsplatz auf. Seine musikalische Begabung löste  bei den Zuhörern viel Bewunderung aus. Der berühmte norwegische Geigenvirtuose Ole Bull hörte ihn 1841 in Prag und war von seinen Fähigkeiten beeindruckt.  Sein erstes eigenes Konzert gab Ferdinand Laub am 27. Februar 1842.
Der bekannte Musikpädagoge Moritz Mildner lud ihn 1843 ein,  am Prager Konservatorium von ihm kostenlos unterrichtet zu werden, was er drei Jahre lang nutzte. Am 29. März 1846 spielte Ferdinand Laub mit anderen Absolventen  vor Hector Berlioz und Heinrich Wilhelm Ernst, die ihn daraufhin nach Paris einluden. Ferdinand Laub trat zu Konzerten auch in mehreren weiteren europäischen Städten auf.

### Wien 1848–1850
1848 musste er Prag nach der Niederschlagung des tschechischen Aufstandes verlassen und zog  nach   Wien. Dort wurde er bei vielen Konzerten gefeiert und spielte auch vor dem Kaiser Ferdinand. 1851 reiste er eigenständig zur ersten Weltausstellung nach London Dort löste er mit seinem Geihenspiel viel Bewunderung aus und spielte auch am königlichen Hofe. Danach unternahm er wieder Konzertreisen in verschiedene europäische Städte.

### Weimar 1853–1855
Ab 1853 wirkte Ferdinand Laub   in Weimar, wo er Nachfolger des berühmten Geigenvirtuosen Josef Joachim  wurde. Franz Liszt hatte seine Berufung dorthin unterstützt und pflegte danach dort einen engen Kontakt zu ihm.  Er hatte dort auch viele Begegnungen mit seinem tschechischen Landsmann Bedřich Smetana, mit dem er die Anteilnahme  für die tschechische nationale Bewegung teilte. Er reiste oft nach Prag und in andere tschechische Orte.

### Berlin 1855–1863

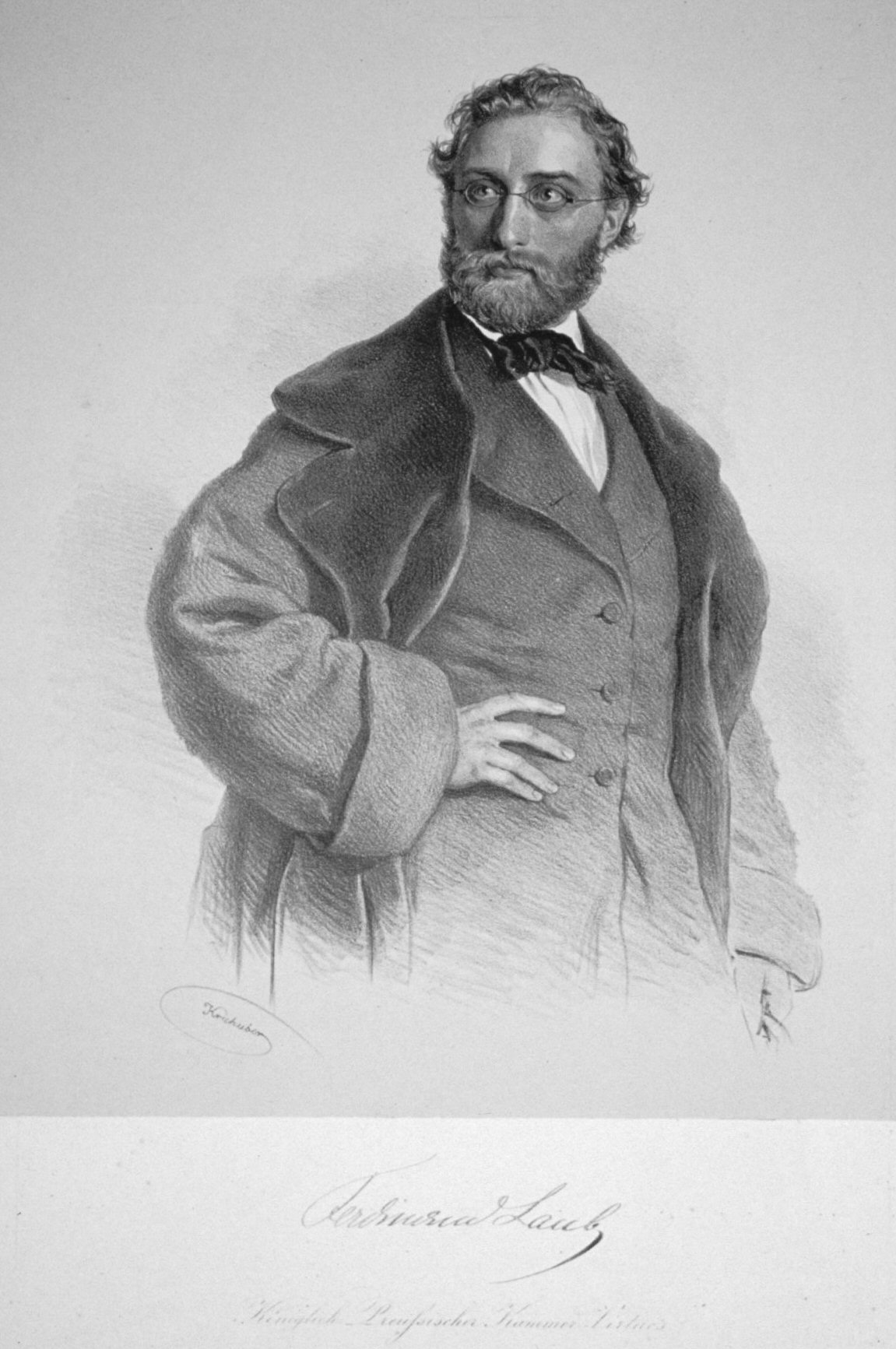
Ferdinand Laub, Lithographie von Josef Kriehuber, 1858

Seit 1855 lebte  Ferdinand Laub in Berlin. Dort unterrichtete er am Stern’schen Konservatoriums und an Theodor Kullaks Neuen Akademie der Tonkunst als Professor. Er spielte auch an der preußischen Hofoper und gründete ein bekanntes Streichquartett. König Friedrich Wilhelm IV. schätzte ihn sehr und  ernannte ihn 1854 zum (ersten?) königlich-preußischen Kammervirtuosen.
Es folgten in den Jahren 1857 bis 1865 Konzertreisen nach Prag, Wien, erstmals Sankt Petersburg, und in viele deutsche Städte, sowie nach Dänemark, Belgien, Frankreich, Holland, gemeinsam mit Adelina Patti nach England, Norwegen und Schweden gemeinsam mit Adelina Patti, in Göteborg spielte er 1860 mit  Bedřich Smetana. In den Sommermonaten war er öfter längere Zeit in seiner böhmischen Heimat.
Seit 1863 wirkte Ferdinand Laub in Wien als Nachfolger von Joseph Mayseder. 

### Moskau 1866–1874
1866 wurde er nach Moskau zum  Professor des Konservatoriums  und Konzertmeister und Leiter des Quintetts der russischen Musikgesellschaft berufen. Die russischen Musikkritiker und das Publikum schätzten seine musikalischen Fähigkeiten außerordentlich. Peter Tschaikowski pflegte einen  guten Kontakt zu ihm, wie auch die meisten anderen bekannten Musiker seiner Zeit. Tschaikowski äußerte sich mehrmals sehr lobend über sein Violinspiel und widmete ihm nach dem frühen Tod sein drittes Streichquartett es-Moll op. 30 (1876).

### Krankheit und Tod 1874
1874 verschlechterte sich der Gesundheitszustand von Ferdinand Laub beträchtlich.
Wegen einer Atemwegserkrankung und Leberschädigung reiste er zu   einer Kur nach Karlsbad, die allerdings keine Besserung brachte. Danach reiste er nach Südtirol (mit dem Ziel Merane), wo er aber unterwegs  in Gries bei Brixen starb.  Er wurde in Prag-Olšany beigesetzt.

### Schüler
Zu seinen zahlreichen Schülern gehörten  Adolf Brodský, Jan Hřímaly und sein Sohn Váša Laub. 

## Kompositionen
- Polonaise
- Quartett cis-Moll für Streicher
- Romance et Impromptu für Violine und Piano, Op. 7

## Zitate
Das Geigenspiel von Ferdinand Laub wurde vielfach gelobt.
Der russische Musikkritiker W. Odojewski äußerte sich 1865 begeistert 
"Wer nicht Laub im g-moll-Quintett von Mozart gehört hat, der hat dieses Quintett nie gehört.
Und der bekannte russische Komponist Peter Tschaikowski schrieb kurze Zeit später
"In Moskau gibt es einen Quartett-Virtuosen, auf den alle westeuropäischen Hauptstädte mit Neid blicken müssen.
1878, einige Jahre nach Laubes Tod bekannte Tschaikowski über Konzerte mit dem g-moll-Adagio von Mozart

„Wenn Laub dieses Adagio spielte, habe ich mich jedesmal in die hinterste Ecke des Saales verkrochen, damit niemand sehen konnte, was diese Musik bei mir auslöste.“

## Ehrungen
- Museum in Křivoklát (Pürglitz)

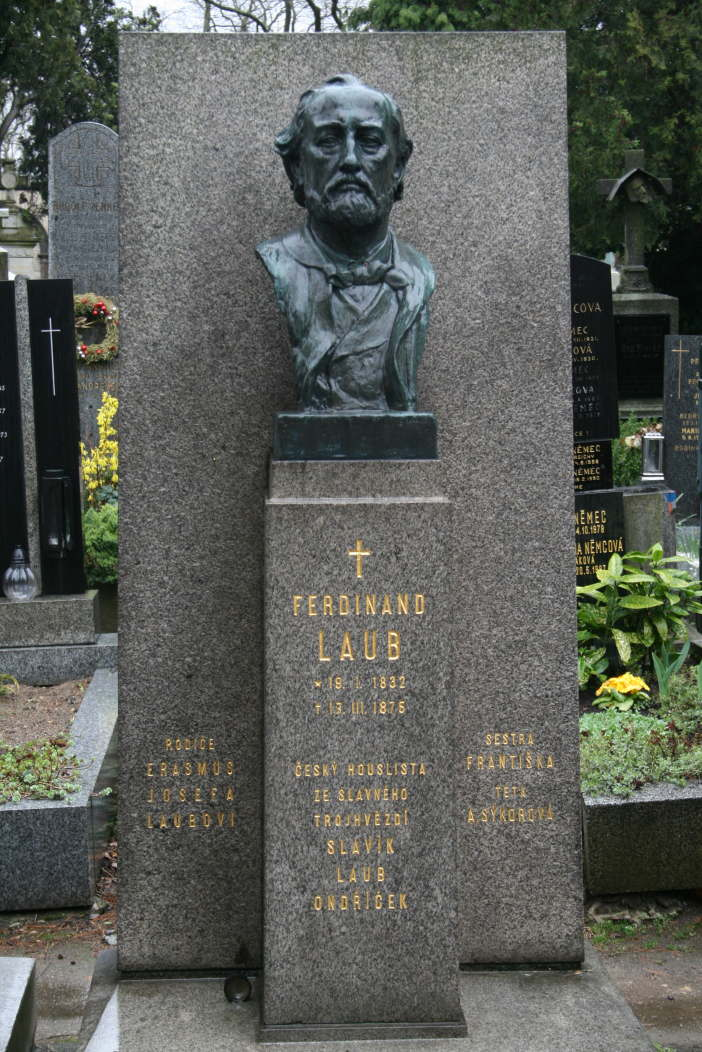
Grabmal auf dem Vyšehrader Friedhof in Prag

- Denkmal in Prag, Malá Strana, Seminářská zahrada (Seminargarten)  von Vojtěch Sapíka von 1913 (1950 umgesetzt aus Křivoklát)
- Gedenktafel an seinem Geburtshaus, Prag, Malá Strana, Újezd 37
- Laubova ulica (Laubstraße) in Prag, Vinohrady, nahe des Náměstí Jiřího z Poděbrad